# Casa de las Argollas (Plasencia)
La Casa de las Argollas es una casa-palacio del siglo XIII ubicada en la ciudad española de Plasencia, en la provincia de Cáceres.
Se ubica en el casco antiguo de la ciudad. Del antiguo edificio solamente resta la torre, ubicada en el cruce de las calles Rey y Jardines. La torre está adornada en su parte superior con los escudos del linaje de los Nieto, una de sus familias propietarias.

## Historia y descripción
En la fachada principal tiene una serie de argollas, que le dan nombre y representan la jurisdicción propia y especial que poseía la casa, que incluía el derecho de asilo, el de portazgos, y determinadas jurisdicciones civiles y criminales. Estos derechos fueron concedidos por el rey Alfonso X el sabio y por Sancho IV a Don Pedro Sánchez de Grimaldo, para que fueran efectivos en sus casas de Plasencia y Grimaldo. Posteriormente la casa fue propiedad de los Trejo, linaje de la nobleza placentina, y más tarde de los Nieto.
En este palacio fue donde se gestó el casamiento de la reina Juana de Castilla, llamada la Beltraneja, con el rey Alfonso V de Portugal.